# سید علی حسنی صفت
سید علی حسنی صفت متولد بندر انزلی از استان گیلان ایران است.وی در تیم فوتبال ملوان بندر انزلی در لیگ برتر فوتبال ایران در پست دروازه‌بان بازی می‌کند

## افتخارات
- سید علی حسنی صفت دروازه‌بان جوان ملوان بندر انزلی در دقیقه ۳۷ بازی با نفت آبادان در ورزشگاه تختی آبادان دروازه‌اش باز شد. اما با ثبت رکورد ۶۶۸ دقیقه‌ای و با توجه به اینکه رکوردش از ۶۶۰ دقیقه گذشت نامش در بین دروازه‌بانان برتر رکورددار جهان قرار گرفت. در پایان این دیدار که در تاریخ جمعه ۱۴ بهمن ۱۳۹۰ از هفته بیست و چهارم لیگ برتر فوتبال ایران در جریان بود تیم ملوان ۲ بر ۱ تیم میزبان را مغلوب ساخت.[۱]

نایب قهرمانی زیر گروه جوانان کشور همراه با تیم استقلال بندر انزلی در سال ۷۶